# بانیولی دی سوپرا
بانیولی دی سوپرا (به ایتالیایی: Bagnoli di Sopra) یک کومونه در ایتالیا است که در استان پادووا واقع شده‌است.

## خصوصیات
بانیولی دی سوپرا ۳۴٫۹ کیلومترمربع مساحت و ۳٬۸۳۷ نفر جمعیت دارد.

## خواهرخوانده
شهر هارد (اتریش) خواهرخواندهٔ بانیولی دی سوپرا هست.